# Bikkia philippinensis
Bikkia philippinensis är en måreväxtart som beskrevs av Theodoric Valeton. Bikkia philippinensis ingår i släktet Bikkia och familjen måreväxter. Inga underarter finns listade i Catalogue of Life.